# Pachymenes unicinctus
Pachymenes unicinctus är en stekelart som först beskrevs av Brethes 1906.  Pachymenes unicinctus ingår i släktet Pachymenes och familjen Eumenidae. Inga underarter finns listade i Catalogue of Life.